# Saint-Sébastien-sur-Loire
Saint-Sébastien-sur-Loire ist eine französische Gemeinde mit 28.373 Einwohnern (Stand 1. Januar 2022) im Département Loire-Atlantique in der Region Pays de la Loire. Sie liegt unmittelbar südöstlich von Nantes am linken Ufer der Loire, 380 km westlich der Hauptstadt Paris.
Der Ort ist bekannt durch General Pierre Cambronne. Der Name verweist auf den Heiligen Sebastian. Im Zuge der europäischen Einigung begründete Saint-Sébastien-sur-Loire mehrere Städtepartnerschaften mit Deutschland (Glinde), Ungarn (Kaposvár), Rumänien (Cernavodă) und Wales (Porthcawl).

## Bevölkerungsentwicklung
| Jahr                       | 1962   | 1968   | 1975   | 1982   | 1990   | 1999   | 2006   | 2017   |
| Einwohner                  | 11.830 | 14.159 | 17.326 | 17.825 | 22.202 | 25.223 | 24.508 | 26.838 |
| Quellen: Cassini und INSEE |        |        |        |        |        |        |        |        |

## Sehenswürdigkeiten

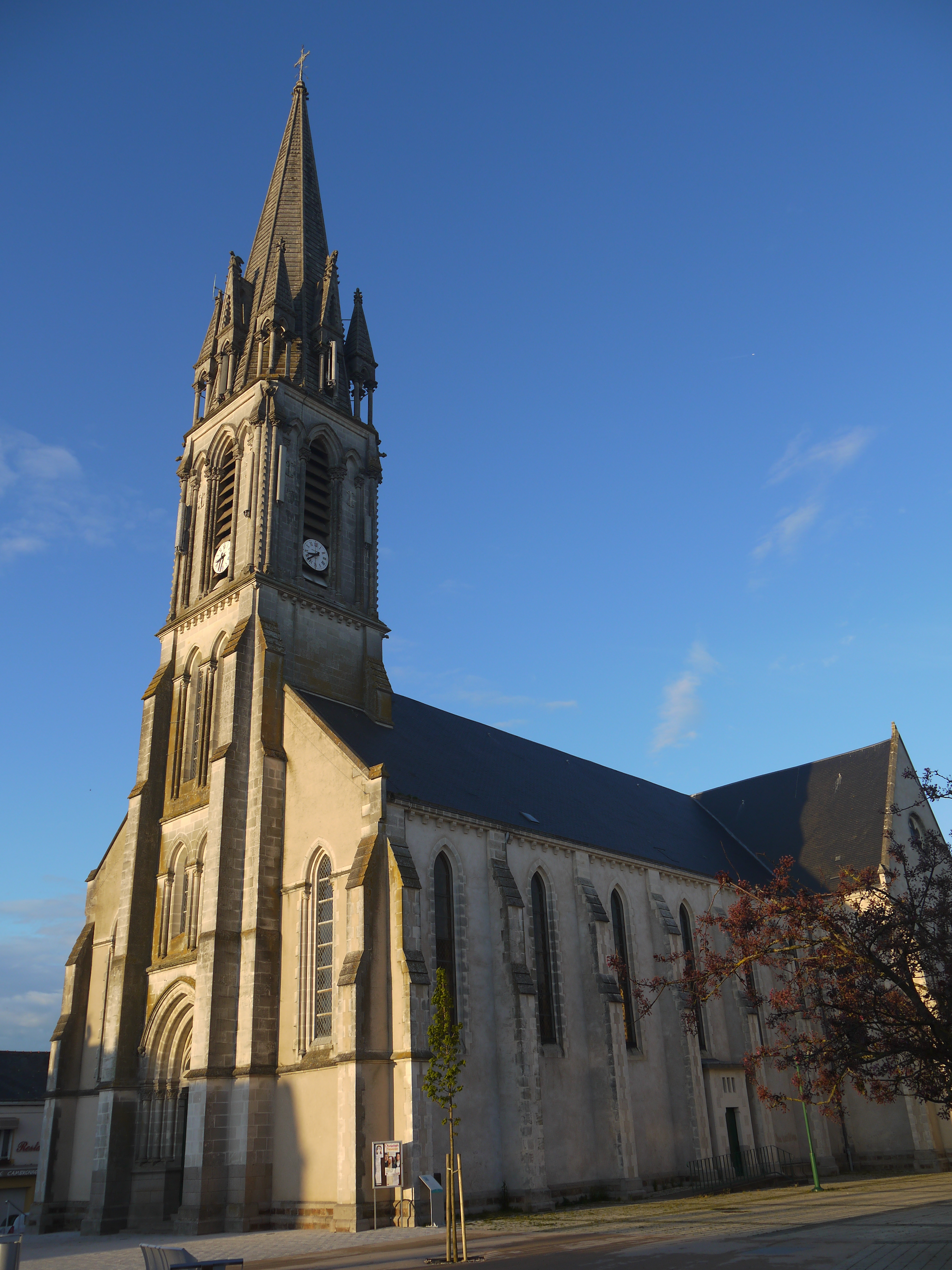
Kirche Saint-Sébastien

- Kirche Saint-Sébastien

## Persönlichkeiten
- Pierre Cambronne (1770–1842), Général de division
- Élisa Mercœur (1809–1835), Schriftstellerin
- Armand Audaire (1924–2013), Radrennfahrer
- Jérôme Cousin (* 1989), Radrennfahrer
- Giovanni Sio (* 1989), Fußballspieler
- Estelle Nze Minko (* 1991), Handballspielerin
- Faustine Noël (* 1993), Badmintonspielerin
- Kévin N’Doram (* 1996), französisch-tschadischer Fußballspieler
- Lucienne Renaudin Vary (* 1999), Trompeterin